# 世界网球锦标赛 (表演赛)
世界网球锦标赛（World Tennis Championship），因赞助商的缘故目前赛事名称为穆巴达拉世界网球锦标赛（Mubadala World Tennis Championship），也被称为「阿布扎比表演赛」，是一项在阿拉伯联合酋长国阿布扎比的阿布扎比国际网球中心举行的网球表演赛。创办于2009年，分为男子和女子比赛。

## 历史
2008年11月，赞助商Flash和Capitala公司宣布与IMG公司合作，将在阿拉伯联合酋长国的阿布扎比举办一场新的网球比赛作为网球赛季的开始。这项赛事最初被命名为Capitala世界网球锦标赛（到2011年），旨在促进该地区的网球运动，与职业网球联合会(ATP)、国际女子网球协会(WTA)、迪拜网球锦标赛(已经在阿联酋举行)一起在中东创造另一项世界级的网球赛事。此时在中东其它地区已经有一些重量级赛事，包括在卡塔尔多哈举行的卡塔尔埃克森美孚公开赛和卡塔尔道达尔公开赛。在为期三天的六人比赛中，胜者将获得25万美元的奖金。在比赛开始之前，该地区将举行数周的网球主题活动，包括在阿布扎比和迪拜举办的业余社区杯（Community Cup）比赛，作为顶级选手的热身展，类似于墨尔本的AAMI网球精英赛。
首届Capitala世界网球锦标赛于2009年1月1日至1月3日举行，参加比赛的有拉斐尔·纳达尔、罗杰·费德勒、安迪·穆雷、尼古拉·达维登科、安迪·罗迪克和詹姆斯·布莱克。穆雷在决赛中击败布雷克、费德勒和当时的世界排名第一纳达尔，赢得了比赛。
2009年10月，费德勒、纳达尔和达维登科宣布他们将重返2010年阿布扎比表演赛，斯坦尼斯拉斯·瓦林卡、大卫·费雷尔和罗宾·索德灵完成了比赛。这次纳达尔更进一步，在半决赛中击败了同胞费雷尔，在决赛中以一盘不败的成绩击败了索德灵。费德勒击败费雷尔获得第三名。
在2011年的比赛中，纳达尔、费德勒和索德灵再次出场，剩下的是托马什·伯蒂奇、若-威尔弗里德·特松加和马科斯·巴格达蒂斯。纳达尔在半决赛中分别击败伯蒂奇和索德灵，艰难战胜费德勒，卫冕成功。
2011年还举办了第二次表演赛(2011年12月29日至31日举行)有纳达尔、费德勒、费雷尔、特松加、德约科维奇和加埃尔·孟菲尔斯参加。德约科维奇在决赛中击败费雷尔之前，击败了蒙菲尔斯和费德勒，赢得了冠军。在争夺第三名的比赛中，纳达尔战胜了费德勒。
2017年12月30日，耶莲娜·奥斯塔朋科在该赛事首次女子比赛中击败了塞雷娜·威廉姆斯。
2021年的阿布扎比表演赛发生了球员大规模感染2019冠状病毒病事件，至少有7名球员先后报告阳性结果，包括纳达尔和他的教练卡洛斯·莫亚（纳达尔教练）、丹尼斯·沙波瓦洛夫、贝琳达·本契奇以及没有上场比赛的艾玛·拉杜卡努，以及本届赛事冠军安德烈·鲁布列夫和昂丝·贾巴尔。

## 历年决赛
| 年份        | 冠军                         | 亚军                         | 比分                         |
| ----------- | ---------------------------- | ---------------------------- | ---------------------------- |
| 2009        | 安迪·穆雷                    | 拉斐尔·纳达尔                | 6–4, 5–7, 6–3                |
| 2010        | 拉斐尔·纳达尔                | 罗宾·索德灵                  | 7–6(7–3), 7–5                |
| 2011 (1月)  | 拉斐尔·纳达尔 (2)            | 罗杰·费德勒                  | 7–6(7–4), 7–6(7–3)           |
| 2011 (12月) | 诺瓦克·德约科维奇            | 大卫·费雷尔                  | 6–2, 6–1                     |
| 2012        | 诺瓦克·德约科维奇 (2)        | 尼古拉斯·阿尔玛格罗          | 6–7(4–7), 6–3, 6–4           |
| 2013        | 诺瓦克·德约科维奇 (3)        | 大卫·费雷尔                  | 7–5, 6–2                     |
| 2015        | 安迪·穆雷 (2)                | 诺瓦克·德约科维奇            | (退赛)                       |
| 2016 (1月)  | 拉斐尔·纳达尔 (3)            | 米洛斯·拉奥尼奇              | 7–6(7–2), 6–3                |
| 2016 (12月) | 拉斐尔·纳达尔 (4)            | 大卫·戈芬                    | 6–4, 7–6(7–5)                |
| 2017        | 凯文·安德森                  | 罗伯托·包蒂斯塔·阿古特       | 6–4, 7–6(7–0)                |
| 2018        | 诺瓦克·德约科维奇 (4)        | 凯文·安德森                  | 4–6, 7–5, 7–5                |
| 2019        | 拉斐尔·纳达尔 (5)            | 斯特凡诺斯·齐齐帕斯          | 6–7(3–7), 7–5, 7–6(7–3)      |
| 2020        | 因2019冠状病毒病疫情没有举办 | 因2019冠状病毒病疫情没有举办 | 因2019冠状病毒病疫情没有举办 |
| 2021        | 安德烈·鲁布列夫              | 安迪·穆雷                    | 6–4, 7–6(7–2)                |
| 2022        | 斯特凡诺斯·齐齐帕斯          | 安德烈·鲁布列夫              | 6–2, 4–6, 6–2                |

### 女子单打
| 年份 | 冠军                         | 亚军                         | 比分                         |
| ---- | ---------------------------- | ---------------------------- | ---------------------------- |
| 2017 | 耶莲娜·奥斯塔朋科            | 塞雷娜·威廉姆斯              | 6–2, 3–6, [10–5]             |
| 2018 | 维纳斯·威廉姆斯              | 塞雷娜·威廉姆斯              | 4–6, 6–3, [10–8]             |
| 2019 | 玛丽亚·莎拉波娃              | 艾拉·汤姆贾诺维奇            | 6–4, 7–5                     |
| 2020 | 因2019冠状病毒病疫情没有举办 | 因2019冠状病毒病疫情没有举办 | 因2019冠状病毒病疫情没有举办 |
| 2021 | 昂丝·贾巴尔                  | 贝琳达·本契奇                | 4–6, 6–3, [10–8]             |
| 2022 | 昂丝·贾巴尔                  | 艾玛·拉杜卡努                | 5–7, 6–3, [10–8]             |

## 赛事纪录

### 男子单打
| 夺冠最多         | 拉斐尔·纳达尔     | 5           |
| 进入决赛最多     | 拉斐尔·纳达尔     | 6           |
| 最多连续夺冠     | 诺瓦克·德约科维奇 | 3           |
| 参加比赛场次最多 | 拉斐尔·纳达尔     | 22          |
| 最多胜场         | 拉斐尔·纳达尔     | 15          |
| 参加次数最多     | 拉斐尔·纳达尔     | 11          |
| 胜率 %           | 诺瓦克·德约科维奇 | 92%         |
| 最年轻冠军       | 安迪·穆雷         | 21岁7月23天 |
| 最年长冠军       | 拉斐尔·纳达尔     | 33岁6月21天 |